# Seque
Seque est l'une des six paroisses civiles de la municipalité de Buchivacoa dans l'État de Falcón au Venezuela. Sa capitale est San José de Seque.

## Géographie

### Démographie
La paroisse civile, outre sa capitale San José de Seque, possède peu de localités, parmi lesquelles El Olivo au croisement des via Borojó-Bariro, qui relie ces deux centres au nord et au sud et T-3 qui relie Mene de Mauroa à Dabajuro d'ouest en est.